# Begnadigung
Begnadigung ist der Erlass, die Umwandlung, die Ermäßigung oder die Aussetzung des Vollzugs einer rechtskräftig verhängten Strafe, Nebenstrafe, Disziplinarstrafe oder Geldbuße bei Ordnungswidrigkeiten. Ob sie auch für Maßregeln der Besserung und Sicherung gilt, ist umstritten. Die Begnadigung ist im allgemeinen Sprachverständnis die Erweisung von Gnade (Gnadenerweis) im Einzelfall. Wird eine Personengruppe begnadigt, spricht man von (General-)Amnestie. Das Recht, Gnade zu gewähren, wird als Gnadenbefugnis, Gnadenrecht oder Begnadigungsbefugnis bezeichnet. Die Begnadigung kann von Amts wegen oder auf Antrag, dem Gnadengesuch, erfolgen.
Die Begnadigung ist meistens Befugnis von Staatsoberhäuptern (in der Schweiz allerdings eine kantonale Behörde oder das Parlament des Bundes), die einzelnen Tätern die ihnen strafrechtlich zuerkannte Strafe erlassen können. In dieser Praxis hat sich ein Rest der monarchischen Prärogative erhalten, wonach Herrschaftspersonen geltende Regeln außer Kraft setzen können („Gnade vor Recht“). Abolition bedeutet dagegen die Einstellung eines laufenden Strafverfahrens und ist nur im Rahmen der strafprozessual vertypten Verfahrensbeendigungsgründe möglich.
Der Begriff der Gnade impliziert, dass ein Verurteilter keinen Rechtsanspruch auf Gnade hat. Das Gnadenrecht ist nicht justiziabel. Der „Gnadenherr“ kann ohne Angabe von Gründen über das Gnadengesuch entscheiden. Demzufolge ist gegen die Gewährung oder die Ablehnung eines Gnadengesuchs kein Rechtsbehelf gegeben. Im Rechtsstaat gebietet jedoch die Menschenwürde ein Recht auf Anhörung und Prüfung des Gnadengesuchs.
Keine Begnadigung ist die gesetzlich vorgesehene Aussetzung der Strafe bzw. des Strafrestes zur Bewährung durch ein Gericht.

## Rechtslage
In den meisten Staaten, die ein monarchisches Staatsoberhaupt (König, Fürst, Herzog usw.) kennen, ist das Begnadigungsrecht ein Privileg dieses Staatsoberhauptes. Dies ist ein Traditionsrest der absolutistischen Kabinettsjustiz und Souveränität. In Republiken tritt an deren Stelle in der Regel der Staatspräsident oder das diesem entsprechende Organ. Eine Ausnahme bildet die Schweiz, wo in der Regel das Parlament (eines Kantons oder des Bundes) für die Begnadigung zuständig ist.
In vielen Verfassungen wird aber dieses Recht dadurch eingeschränkt, dass die Gegenzeichnung eines Ministers erforderlich ist; bisweilen werden vom Gnadenrecht des Staatsoberhauptes gewisse Delikte wie Straftaten oder Amtsvergehen eines Ministers und dergleichen ausgenommen, von der Zustimmung der Gesamt-Regierung oder des Parlamentes abhängig gemacht. In solchen Fällen könnte eine Begnadigung durch das Staatsoberhaupt als Begünstigung unmittelbar ihm nachgeordneter Personen erscheinen. Amnestien sind in den meisten Ländern nur durch Gesetze möglich.

### Deutschland
Weil das Reichsstrafgesetzbuch von 1871 weitgehend das Preußische Strafgesetzbuch übernahm, wurde damit die Todesstrafe in den Ländern wieder eingeführt, die sie schon abgeschafft hatten. Sie war als Strafe für Mord (§ 211) und für Mordversuch am Kaiser oder dem eigenen Landesherrn (§ 80) vorgesehen. Todesurteile fällte eine Laienjury. Ein einmaliges Berufungsverfahren war möglich. Danach konnte der Verurteilte im Fall des § 211 seinen Landesherrn bzw. den Senat der jeweiligen Freien Stadt um Gnade ersuchen; im Fall des § 80 den Kaiser, sofern das Reich betroffen war. Erst wenn das Gnadengesuch ausdrücklich abgelehnt worden war, durfte das Urteil vollstreckt werden.
Im heutigen Deutschland steht dem Bund das Begnadigungsrecht in Strafsachen zu, in denen erstinstanzlich in „Ausübung von Gerichtsbarkeit des Bundes“ (§ 452 S. 1 StPO) entschieden wurde, z. B. bei Staatsschutzdelikten wie der Bildung terroristischer Vereinigungen.
Das Begnadigungsrecht für den Bund übt gemäß Art. 60 Abs. 2 des GG der Bundespräsident aus, soweit die Verurteilung durch ein Bundesgericht erfolgt war oder Gerichte der Länder gemäß Art. 96 Abs. 5 GG in Organleihe Gerichtsbarkeit des Bundes ausgeübt haben. Da der Bund in Strafsachen über kein Eingangsgericht verfügt, klagt der Generalbundesanwalt in den Fällen, in denen er für die Anklage zuständig ist (vgl. § 142a GVG), beim Oberlandesgericht (in Berlin: Kammergericht) an, das dann als Bundesgericht agiert. Der Bundespräsident kann die Gnadenbefugnisse gemäß Art. 60 Abs. 3 GG auf andere Behörden übertragen. Die Gnadenentscheidung übt der Bundespräsident grundsätzlich im freien politischen Ermessen aus. Daher unterliegt sie grundsätzlicher keiner gerichtlichen Kontrolle.
Gnadenentscheidungen werden nicht öffentlich bekannt gegeben. Das Oberverwaltungsgericht Berlin-Brandenburg hat eine Klage auf umfassende Auskunft über Begnadigungen des Bundespräsidenten in zweiter Instanz abgewiesen. Kläger war Arne Semsrott, der Projektleiter von Frag den Staat, der Plattform für Informationsfreiheit.
Die Gnadenentscheidung bedarf formell der Gegenzeichnung durch ein Mitglied der Bundesregierung (Art. 58 Satz 1 GG). In der Regel ist dies der Bundesjustizminister.
Unter dem Titel Das Begnadigungsrecht des Bundespräsidenten hat der wissenschaftliche Dienst des Deutschen Bundestages unter anderem erklärt: „[…] das Begnadigungsrecht kann nur im Einzelfall ausgeübt werden.“
In den übrigen Fällen, das heißt in den Fällen, in denen ein Land- oder Amtsgericht das Urteil gesprochen hat, liegt das Recht der Begnadigung bei den Ländern (§ 450 S. 2 StPO). Gemäß den Landesverfassungen wird es ausgeübt von:
- der Landesregierung bzw. dem Senat (in Berlin, Bremen und in Hamburg) oder
- dem Ministerpräsidenten (in den übrigen Bundesländern).

Auch die Landesverfassungen lassen meist eine Übertragung des Begnadigungsrechts – z. B. auf den Justizminister – zu, so etwa in Niedersachsen. Die Inhaber des Begnadigungsrechts haben ihre Befugnis in weniger bedeutsamen Fällen regelmäßig in Gnadenordnungen auf nachgeordnete Stellen übertragen, in der Regel auf die Vollstreckungsbehörde (Staatsanwaltschaft), in Nordrhein-Westfalen zum Beispiel ist die Gnadenstelle zuständig. Amnestien hingegen bedürfen eines Gesetzes, da sie sich nicht nur auf Einzelfälle beziehen.
Ein aufsehenerregender Fall war im Frühjahr 2007 das Gnadengesuch des wegen mehrerer Morde und Mordversuche zu lebenslanger Freiheitsstrafe verurteilten RAF-Terroristen Christian Klar. Klar wollte damit eine vorzeitige Entlassung knapp zwei Jahre vor Ablauf der vom Gericht wegen besonderer Schwere der Schuld auf 26 Jahre festgelegten Mindestverbüßungsdauer erreichen. Das Gnadengesuch war Anlass einer breiten öffentlichen Debatte über den Umgang mit der RAF-Geschichte in Deutschland. Im Zentrum der Diskussion stand auch die Frage, ob Reue und die Bereitschaft zur vollständigen Aufklärung der Straftaten, die viele bei Klar vermissten, notwendige Bedingungen eines Gnadenerweises seien. Am 7. Mai 2007 lehnte Bundespräsident Horst Köhler Klars Gnadengesuch nach einer persönlichen Anhörung ab. Hingegen wurden Verena Becker durch Richard von Weizsäcker im November 1989 und Adelheid Schulz am 26. Februar 2002 durch Johannes Rau begnadigt.
Umstritten sind,
- ob eine gerichtliche Überprüfbarkeit der Begnadigung möglich ist. Dies lehnte das Bundesverfassungsgericht 1969 ab, da der Gnadenerweis den Gewaltenteilungsgrundsatz bewusst bricht, somit kein Rechtsschutz nach Art. 19 Abs. 4 GG bestehe.[11] Dagegen geht eine in der Literatur vertretene Ansicht davon aus, die Begnadigung habe keinen rechtlichen Charakter.[8]
- ob die Öffentlichkeit informiert werden muss, welche Gnadengesuche im Bundespräsidialamt eingehen und wie darüber entschieden wurde.[12][13]

#### Statistik
Im Jahre 2006 wurden in Nordrhein-Westfalen etwa 4000 Gnadengesuche gestellt, die Gnadenstellen der Landgerichte, das Justizministerium und der Ministerpräsident beschieden jedes zehnte Gesuch positiv. Begnadigungen des Bundespräsidenten sind geheim und das Bundespräsidialamt macht keine Angaben über positive oder negative Gnadenentscheidungen der Bundespräsidenten.
Seit dem 1. Juli 1974 bis zum Ende der Amtszeit von Joachim Gauck am 18. März 2017 wurden 898 Disziplinargnadenentscheidungen und 97 Strafgnadenentscheidungen von den Bundespräsidenten gefällt.

### Österreich
Das Begnadigungsrecht steht in Österreich dem Bundespräsidenten zu (Art. 65 Abs. 2 lit. c B-VG, § 25 Abs. 3 ÜG 1920, § 10 HDG).

### Schweiz
In der Schweiz ist die Bundesversammlung zuständig für die Begnadigung in den Fällen, in denen die Strafkammer des Bundesstrafgerichts oder eine Verwaltungsbehörde des Bundes geurteilt hat (Art. 381 Bst. a StGB). Die beiden Kammern der Bundesversammlung (Nationalrat und Ständerat) beschliessen in gemeinsamer Verhandlung als Vereinigte Bundesversammlung (Art. 157 Abs. 1 Bst. e BV). Diese entscheidet auf Antrag ihrer „Kommission für Begnadigungen und Zuständigkeitskonflikte“. Im Zeitraum von 1997 bis 2008 wurden der Vereinigten Bundesversammlung zehn Begnadigungsgesuche gestellt; zwei davon wurden gutgeheissen. Nach einer zwölfjährigen Pause wurde 2020 erstmals wieder ein Begnadigungsgesuch eingereicht, das abgelehnt wurde. Die überwiegende Mehrheit der Urteile wird aber durch kantonale Gerichte gefällt; in diesen Fällen ist die jeweilige Begnadigungsbehörde des Kantons, in der Regel das Kantonsparlament, für den Entscheid über ein Begnadigungsgesuch zuständig (Art. 381 Bst. b StGB). Das Begnadigungsgesuch kann mit der Zustimmung des Verurteilten nicht nur von ihm selbst, sondern auch bspw. vom Ehegatten gestellt werden (Art. 382 StGB).

### Belgien
In Belgien ist der König zuständig (Art. 110 der Verfassung) unter Gegenzeichnung eines Ministers (Art. 106 der Verfassung); Regierungsmitglieder können nur nach parlamentarischer Zustimmung begnadigt werden (Art. 111 der Verfassung).

### Luxemburg
In Luxemburg ist der Großherzog zuständig (Art. 38 der Verfassung) unter Gegenzeichnung der Regierung (Art. 45); Begnadigungen von Regierungsmitgliedern setzen ein Ersuchen der Abgeordnetenkammer voraus (Art. 83).

### Nicht deutschsprachige EU-Staaten
- Dänemark: Der König bzw. die Königin ist zuständig; Minister können nur mit Zustimmung des Parlaments begnadigt werden (Verfassung § 24); ministerielle Gegenzeichnung ist erforderlich (§ 14 der Verfassung).
- Estland: Der Präsident der Republik ist zuständig (§ 78, Nr. 19 der Verfassung).
- Finnland: Der Präsident der Republik ist zuständig, er entscheidet auf Gutachten des Obersten Gerichtshofes hin (§ 105 der Verfassung in Verbindung mit § 58 der Verfassung).
- Frankreich: Der Präsident der Republik ist zuständig (Art. 17 der Verfassung); Gegenzeichnung durch Premierminister oder verantwortlichen Minister ist erforderlich (Art. 19 der Verfassung).
- Griechenland: Der Staatspräsident ist zuständig; er bedarf eines Vorschlages und der Gegenzeichnung des Justizministers sowie des Berichts eines mehrheitlich aus Richtern bestehenden Rates (Art. 47 I der Verfassung); Minister können nur mit Zustimmung des Parlamentes begnadigt werden (Art. 47 II der Verfassung).[21]
- Irland: Der Präsident ist zuständig, das Gesetz kann weitere Stellen zuständig erklären (Verfassung Art. 13 VI der Verfassung); der Präsident bedarf des Rats der Regierung (Art. 13 IX der Verfassung).
- Italien: Der Präsident der Republik ist zuständig (Art. 87 der Verfassung) unter Gegenzeichnung eines Ministers (Art. 89 der Verfassung).[22]
- Lettland: Der Staatspräsident ist nach Maßgabe der Gesetzgebung zuständig (Art. 45 Verfassung); ministerielle Gegenzeichnung ist erforderlich (Art. 53 der Verfassung).
- Litauen: Der Präsident der Republik ist zuständig (Art. 84, Nr. 23 der Verfassung); keine Gegenzeichnung ist erforderlich (Art. 85 der Verfassung).
- Malta: Der Präsident ist zuständig; er bedarf dazu eines Rates/Gutachtens der Regierung (Verfassung Art. 93 in Verbindung mit Art. 85 der Verfassung).
- Niederlande: Der König ist zuständig nach Maßgabe der Gesetzgebung und auf Empfehlung eines Gerichtes hin (Verfassung Art. 122 I); ministerielle Gegenzeichnung ist erforderlich (Art. 47 der Verfassung)
- Polen: Der Präsident ist zuständig (Verfassung Art. 139); keine ministerielle Gegenzeichnung ist erforderlich (Art. 144 III, Nr. 18). Das Begnadigungsrecht findet im Fall der vom Staatsgerichtshof verurteilten Personen keine Anwendung. Nachdem Präsident Andrzej Duda im November 2015 den designierten Geheimdienstkoordinator Mariusz Kamiński, der erstinstanzlich wegen Amtsmissbrauchs zu drei Jahren Gefängnis verurteilt worden war, noch vor Durchführung der Berufungsverhandlung begnadigte und dem Gericht mitteilte, dass das Verfahren damit eingestellt sei, wird in Polen darüber debattiert, ob der Präsident Personen noch vor ihrer rechtskräftigen Verurteilung begnadigen und damit der Strafverfolgung entziehen darf.[23][24][25]
- Portugal: Der Präsident ist zuständig nach Anhörung der Regierung (Art. 134, lit. f der Verfassung); Gegenzeichnung der Regierung ist erforderlich (Art. 140 I der Verfassung).
- Schweden: Die Regierung als Gesamtheit (Kabinett) ist zuständig (Kap. 11, § 13 der Verfassung).
- Slowakei: Der Präsident ist zuständig (Verfassung Art. 102 I, lit. j) unter ministerieller Gegenzeichnung (Art. 102 II der Verfassung).
- Slowenien: Der Staatspräsident ist zuständig (Art. 107 der Verfassung).
- Spanien: Der König ist zuständig (Art. 62, lit. i der Verfassung), ministerielle Gegenzeichnung ist erforderlich (Art. 64 I).
- Tschechien: Der Präsident der Republik ist zuständig (Verfassung Art. 62, lit. g der Verfassung[26]).
- Ungarn: Der Präsident der Republik ist zuständig (Art. 30a I, lit. k der Verfassung), ministerielle Gegenzeichnung ist erforderlich (Art. 30a II der Verfassung).
- Zypern: Der Präsident (bzw. Vizepräsident; durch die Trennung in zwei Teile z. Z. faktisch außer Kraft) ist zuständig, ggf. auf Vorschlag der General-Staatsanwälte (Art. 53 der Verfassung).

### Vereinigtes Königreich
Das Begnadigungsrecht steht theoretisch dem britischen Staatsoberhaupt im Rahmen seiner Prärogative zu; gemäß allgemeiner Verfassungskonvention handelt es ausschließlich auf ministeriellen Rat hin. In der Praxis übt das Begnadigungsrecht der Innenminister im Namen der Krone aus. Im Fall Reg. v. Secretary of State for the Home Department, ex p Bentley [1994] QB 349 entschied die Queen's Bench Division des Hohen Gerichts entgegen früherer Auffassung, dass das Begnadigungsrecht, obwohl dem Minister ein weiter Ermessensspielraum zustehe, grundsätzlich justiziabel sei.

### Russland
Das Begnadigungsrecht steht in Russland dem Präsidenten zu (Art. 89; Статья 89). Das brisanteste Beispiel des beginnenden 21. Jahrhunderts dafür ist die Begnadigung Michail Chodorkowskijs durch den russischen Staatspräsidenten Wladimir Putin im Dezember 2013.

### Vereinigte Staaten
Bundesstrafrecht

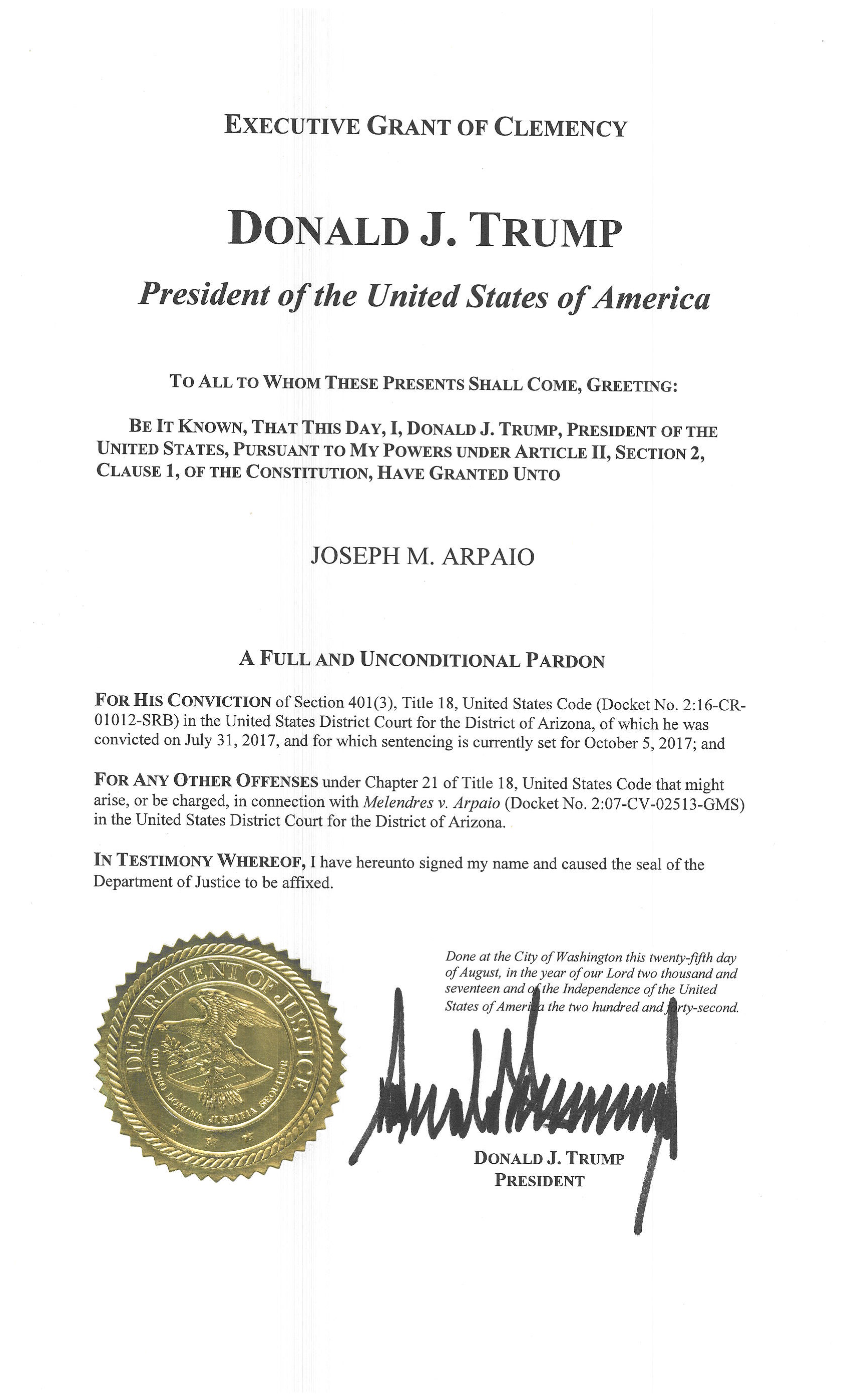
Urkunde über die Begnadigung von Joe Arpaio durch Präsident Trump

In den Vereinigten Staaten von Amerika ist der Präsident alleine befugt, Gnadenerweise in Bundesstrafsachen, aber nicht Bundesstaatsstrafsachen, auszusprechen. Der Wortlaut der Verfassung lässt es dabei zu, dass Begnadigungen bereits vor erfolgter Verurteilung ausgesprochen werden können. Diese Kompetenz des Präsidenten war in der jüngeren Geschichte schon mehrmals umstritten:
- 1974, nach dem Rücktritt Richard Nixons vom Präsidentenamt im Zuge der Watergate-Affäre, erteilte der nachrückende Vizepräsident Gerald Ford ihm eine generelle Begnadigung für jegliches im Amt begangene Vergehen. Ford war im Oktober 1973 als Vizepräsident von Nixon selbst nominiert worden, nachdem Vizepräsident Spiro T. Agnew zurückgetreten war. Manche Stimmen sagen, diese Begnadigung habe Präsident Ford nachhaltigen politischen Schaden zugefügt.
- Caspar Weinberger und mehrere weitere Akteure in der Iran-Contra-Affäre wurden noch während der Ermittlungen von George H. W. Bush begnadigt, mit der Folge, dass die Befragung hochrangiger Regierungsmitglieder eingestellt wurde. Als Folge davon wurden die Rollen von Bush, Reagan und Rumsfeld nie ganz geklärt.
- Am letzten Tag im Amt sprach Bill Clinton 140 Begnadigungen aus. Jene des Unternehmers und Steuerbetrügers Marc Rich, den die US-Justiz jahrelang vergeblich verfolgt hatte und dessen Auslieferung durch das Bundesgericht der Schweiz abgelehnt worden war, stieß auf große Kritik; sein Nachfolger George W. Bush wurde aufgefordert, diese Begnadigung rückgängig zu machen, was aber vermutlich nicht zulässig gewesen wäre. Bush äußerte, es gelte, für die Betroffenen auf lange Sicht Rechtssicherheit zu schaffen; deshalb könne es nicht in Frage kommen, an der durch Clinton erteilten Begnadigung zu rütteln. Im gleichen Zug hatte Clinton seinen Halbbruder, Roger Clinton Jr., begnadigt. Ihm war es wegen eines früheren Drogendeliktes untersagt, über die Grenzen von Bundesstaaten hinweg Geschäfte abzuschließen. Ebenso begnadigte Bill Clinton seine ehemalige Mitarbeiterin Susan McDougal, die wegen ihrer Weigerung, über Clintons Whitewater-Geschäfte auszusagen, eine 18-monatige Freiheitsstrafe verbüßen musste.
- 2017 wurde Joe Arpaio, der aus verschiedenen Gründen umstrittene Sheriff von Maricopa County, von Donald Trump begnadigt. Er hätte eine Haftstrafe antreten sollen, weil er eine Anordnung eines Bundesgerichts nicht umsetzen wollte. Joe Arpaio galt schon während des Wahlkampfs von 2016 als vehementer Unterstützer von Donald Trump. Im Januar 2020 hob Trump die restliche Haftstrafe von Rod Blagojevich auf; er hatte den vakanten Senatssitz von Barack Obama gegen Schmiergelder verkaufen wollen; ebenfalls beging er eine Erpressung, indem er Gelder für ein Kinderkrankenhaus zurückhielt.
- Im Dezember 2020 begnadigte Donald Trump Charles Kushner, Vater seines Schwiegersohnes Jared Kushner, der 2004 wegen Falschaussagen an die Federal Election Commission, Zeugenmanipulationen und Steuerhinterziehung auf schuldig plädiert hatte.[29] Gleichzeitig begnadigte er seine ehemaligen Wahlkampfhelfer Paul Manafort und Roger Stone; Stone hatte er schon im Juli 2020, nachdem der wegen Justizbehinderung, Meineids und Zeugenbeeinflussung zu 40 Monaten Haft verurteilt wurde, vor der Inhaftierung durch Strafmilderung (commutation) bewahrt.[30]
- Am letzten Tag seiner Amtszeit begnadigte Donald Trump 70 Personen und wandelte das Strafmaß von weiteren 73 Personen um.[31] Begnadigt wurden dabei u. a. Steve Bannon, Kwame Kilpatrick sowie der Rapper Kodak Black.
- Im Dezember 2024 begnadigte Joe Biden seinen Sohn Hunter Biden für alle begangenen Straftaten zwischen 2014 und 2024.[32] Eine Begnadigung dieses Ausmaßes hatte es seit 1974 nicht mehr gegeben.[33] Die Begnadigung kam überraschend, da der scheidende US-Präsident Joe Biden mehrfach erklärte, seinen Sohn nicht begnadigen zu wollen.[34] Hunter Biden hatte sich der Steuerhinterziehung und des illegalen Besitzes einer Schusswaffe für schuldig befunden. Die Begnadigung erfolgte wenige Wochen vor der Verkündung des Strafmaßes.[35] Während Biden seinen Sohn als Justizopfer sah, welchen er vor einer möglichen Gefängnisstrafe bewahrte, sprach der designierte US-Präsident Donald Trump von einem „Missbrauch der Justiz.“ Englischsprachige Medien, darunter CNN, die New York Times, der Guardian und die BBC, kritisieren Joe Bidens Schritt.[36]

In aller Regel bereitet der Justizminister Begnadigungen vor, und prüft, ob der Gesuchsteller einer Begnadigung würdig ist. Von dieser Praxis wich z. B. Präsident Trump ab.

„Eine Begnadigung durch den Präsidenten ist gewöhnlicherweise ein Zeichen der Vergebung. Eine Begnadigung ist kein Zeichen der Rehabilitation, weder bedeutet noch begründet sie Unschuld. Aus diesem Grund wird bei der Bearbeitung eines Gnadengesuchs die Anerkennung von Verantwortung, Reue und die geleistete Sühne für die Straftat in Betracht gezogen.“

Eine Begnadigung hat zur Folge, dass die Person in der Sache, in welcher die Begnadigung erfolgte, nicht mehr als Angeschuldigter gilt. Somit verliert er (diesbezüglich) das Recht, Zeugenaussagen zu verweigern. Der Präsident kann einer Person, die schon verurteilt wurde, die Strafe verkürzen, mildern oder aufschieben. In diesem Fall spricht man von einer commutation und die begnadigte Person gilt weiterhin als schuldig. Ebenso kann jemand nach vollständiger Verbüßung der Strafe begnadigt werden, um dessen Ehre wiederherzustellen. Über die Bedeutung einer Begnadigung hat der Supreme Court mehrmals geurteilt. George Wilson, ein zum Tode verurteilter Posträuber, wurde von Präsident Jackson begnadigt. George Wilson nahm die Begnadigung nicht an, und so urteilte das Gericht, dass die Begnadigung somit keine Rechtskraft besitze. Im Fall Burdick v. United States (1915) wurde festgehalten, dass die Annahme einer Begnadigung einem Schuldeingeständnis gleichkomme. Jedoch bleibt zu klären, wie eine Nicht-Annahme im Fall von bereits verstorbenen Personen (z. B. dem ehemaligen Sklaven Henry Ossian Flipper, begnadigt von Clinton) oder im Fall einer Generalamnestie möglich wäre. Ist die Begnadigung nach einem Schuldspruch erfolgt, bleibt der Eintrag im Strafregister erhalten.
Eine von den Gerichten bislang ungeklärte Frage ist auch, ob ein Präsident sich selbst begnadigen kann. Im Fall von Präsident Nixon kam das US-Justizministerium zum Schluss, dass dies nicht möglich ist. Jedoch könne der Präsident nach dem 25. Zusatzartikel zur Verfassung der Vereinigten Staaten sich selbst als temporär amtsunfähig erklären, worauf der Vizepräsident dessen Geschäfte übernimmt, die Begnadigung ausspricht, und der Präsident wieder in sein Amt zurückkehrt. Unklar ist auch, ob der US-Präsident geheime, insbesondere gegenüber dem Kongress der Vereinigten Staaten nicht dokumentierte Begnadigungen aussprechen kann.
In den Bundesstaaten
In den US-Bundesstaaten gelten weitgehend ähnliche Regelungen wie für die Bundesebene: In aller Regel sind die Gouverneure der Staaten alleine zuständig für Gnadenerweise; in einigen Verfassungen gibt es Ausnahmen für bestimmte Straftatbestände oder bestimmte Kategorien von Tätern (etwa Regierungsmitglieder und Staatsbeamte), deren Begnadigung die Zustimmung der Parlamente, Regierungen, einer besonderen Kommission oder dergleichen erfordert. In manchen Staaten gibt es auch Gnadenausschüsse oder -kommissionen, die den Gouverneur beraten.
Besonders geregelt ist das Verfahren der Gnadenerweise in Texas: Der Gouverneur kann ein Gnadengesuch nur ablehnen oder einen befristeten Aufschub gewähren; in diesem Fall geht das Gesuch an eine besondere Kommission, deren Mitglieder teils vom Parlament gewählt, teils vom Gouverneur ernannt sind. Nur auf Antrag dieser Kommission kann der Gouverneur ein Gnadengesuch endgültig bewilligen. Ein erfolgreiches Gnadengesuch muss deswegen vom Gouverneur in einem Vorentscheid bewilligt, von der Kommission genehmigt und wiederum vom Gouverneur bestätigt werden.
Die USA sind ein Staat, in dem relativ häufig die Todesstrafe verhängt wird (siehe Todesstrafe in den Vereinigten Staaten). Zur Vielzahl von Begnadigungen sei erwähnt:
- George Ryan, Gouverneur von Illinois, begnadigte im Januar 2003 – wenige Tage vor Ende seiner Amtszeit – alle in seinem Bundesstaat zum Tode Verurteilten.[40]
- Laut einer Studie wurden Weiße deutlich häufiger begnadigt als Schwarze.[41]
- Begnadigung bedeutet nicht immer Freilassung. Zum Beispiel wurde der Deutsche Dieter Riechmann, inhaftiert seit 1987 und 22 Jahre lang in einer Todeszelle, 2010 begnadigt – zu lebenslanger Haft.[42]
- Der Gouverneur von Mississippi Haley Barbour begnadigte im Dezember 2010 die 1994 zu lebenslangen Freiheitsstrafen verurteilten Scott Sisters unter der Bedingung, dass Gladys ihrer Schwester Jamie die benötigte Niere spendet.[43]
- In Folge der von ihm verlorenen Gouverneurswahl im November 2019 begnadigte der Gouverneur von Kentucky Matt Bevin 428 Menschen, darunter viele Gewalttäter. Er wurde dafür sowohl von Republikanern als auch von Demokraten scharf kritisiert. Bevin beschuldigte seine Kritiker daraufhin, nicht mit den Einzelheiten der Fälle vertraut zu sein.[44]

## Einzelbelege
1. ↑  Butzer in: Schmidt-Bleibtreu/Hofmann/Henneke, Art. 60 GG, Rn. 37; Herzog in: Maunz/Dürig, Art. 60 GG, Rn. 37; a. A. Funk, Gnade und Gesetz, 2017, S. 90; Weyde, Grundzüge des Gnadenrechts, in: Vordermayer/Heintschel-Heinegg (Hrsg.): Handbuch für den Staatsanwalt, 5. Aufl. 2016, Rn. 7; Kern/Roxin, Strafverfahrensrecht, 14. Aufl. 1976, § 58, S. 303; Fischer, Legitimation von Gnade und Amnestie im Rechtsstaat, Neue Kriminalpolitik 4/2001, S. 21 (23)
2. ↑  Christian Waldhoff: Begnadigung in: Staatslexikon, hrsg. von der Görres-Gesellschaft, Herder-Verlag, 22. Oktober 2019.
3. ↑  Hania Siebenpfeiffer: Böse Lust. Gewaltverbrechen in Diskursen der Weimarer Republik. Böhlau, Wien 2005, ISBN 3-412-17505-6, S. 30 eingeschränkte Vorschau in der Google-Buchsuche
4. ↑  vgl. Cornelius Böllhoff: Begnadigung und Delegation; die Delegation der Entscheidungszuständigkeit des Begnadigungsrechts und ihre Grenzen. Berlin: Duncker & Humblot, 2012
5. ↑  BVerfG Beschluss vom  23. April 1969 (Az. 2 BvR 552/63)
6. ↑  Dr. Max Kolter: "Gnade vor Recht?" bleibt Geheimnis des Bundespräsidenten. In: lto.de. Legal Tribune Online, 4. April 2024, abgerufen am 8. Dezember 2024.
7. ↑  Urteil vom 04.04.2024, Az. 6 B 18/22
8. 1 2  Anja Eiardt, Sarab Borhanian: Das Begnadigungsrecht des Bundespräsidenten. Hrsg.: Wissenschaftliche Dienste des Deutschen Bundestages. 2007 (online auf: bundestag.de [PDF] Aktueller Begriff).
9. ↑  http://www.nds-voris.de/jportal/portal/t/d8s/page/bsvorisprod.psml/action/portlets.jw.MainAction?p1=a&eventSubmit_doNavigate=searchInSubtreeTOC&showdoccase=1&doc.hl=0&doc.id=VVND-VVND000020379&doc.part=S&toc.poskey=#focuspoint
10. ↑  Frühere RAF-Terroristin Schulz begnadigt. In: faz.net. 26. Februar 2002, abgerufen am 5. Dezember 2014.
11. ↑  BVerfG, Beschluss vom 23. April 1969 - 2 BvR 552/63
12. ↑  Klage gegen Bundespräsidenten geht vor das Oberverwaltungsgericht. Abgerufen am 1. Februar 2023.
13. ↑  Nik Roeingh: Gnade vor Recht? – Recht vor Gnade! In: Zeitschrift für das gesamte Informationsrecht. Band 4, Nr. 3. C. H. Beck, 12. Juni 2024, ISSN 2749-5361.
14. ↑  Gnade gibt’s auch für Ganoven. In: wz.de. 8. Mai 2007, abgerufen am 6. März 2024.
15. ↑  Elisa Hoven: Begnadigungsrecht. Antiquiertes Majestätsrecht, das abgeschafft gehört. In: Plädoyer. Deutschlandfunk Kultur, 22. Februar 2021, abgerufen am 22. Februar 2021.
16. ↑  Jenseits jeglicher Kontrolle. In: Verfassungsblog. Abgerufen am 4. Mai 2022.
17. ↑  Gnade, bitte: Wir verklagen Bundespräsident. In: FragDenStaat-Blog. Abgerufen am 4. Mai 2022.
18. ↑  BeckOK GG/Pieper, 33. Ed. 1.6.2017, GG Art. 60 Rn. 20.1
19. ↑  Alexandre Schneebeli Keuchenius: Art. 40: Kommission für Begnadigungen und Zuständigkeitskonflikte. In: Martin Graf, Cornelia Theler, Moritz von Wyss (Hrsg.): Parlamentsrecht und Parlamentspraxis der Schweizerischen Bundesversammlung. Kommentar zum Parlamentsgesetz (ParlG) vom 13. Dezember 2002. Basel 2014, ISBN 978-3-7190-2975-3, S. 332–340 (sgp-ssp.net).
20. ↑  Parlamentsdienste: Gewährung von Begnadigungen und Amnestien. Abgerufen am 29. September 2020.
21. ↑  Volltext (deutsche Übersetzung)
22. ↑  Volltext (italienisch) Art. 87 vorletzter Satz: Può concedere grazia e commutare le pene.
23. ↑  Polen: Verfassungsrechtler schlagen Alarm Deutschlandfunk vom 25. November 2015, abgerufen am 10. April 2016
24. ↑  Verfassungsrechtler über Polen: „Das hat Revolutionscharakter“ taz vom 8. April 2016
25. ↑  Prezydent nad sądem, Gazeta Wyborcza vom 31. März 2016, S. 1
26. ↑  Volltext
27. ↑  constitution.ru
28. ↑  Daniel Brössler: Chodorkowskijs Freilassung – Häftling von Putins Gnaden. In: sueddeutsche.de. 22. Dezember 2013, abgerufen am 16. Dezember 2014.
29. ↑  Matt Zapotosky, Josh Dawsey, Colby Itkowitz, Jonathan O'Connell: Trump pardons Charles Kushner, Paul Manafort, Roger Stone in latest wave of clemency grants. In: Washington Post. 23. Dezember 2020, abgerufen am 23. Dezember 2020 (englisch).
30. ↑  Trump bewahrt seinen Vertrauten Stone vor dem Gefängnis. In: SZ.de, 11. Juli 2020.
31. ↑  Reuters: Trump pardons and commutations – the full list. In: The Guardian. 20. Januar 2021, abgerufen am 20. Januar 2021 (englisch).
32. ↑  The White House: Statement from President Joe Biden. 2. Dezember 2024, abgerufen am 3. Dezember 2024 (amerikanisches Englisch).
33. ↑  deutschlandfunk.de: Kommentar: Joe Biden missachtet den Rechtsstaat. 2. Dezember 2024, abgerufen am 3. Dezember 2024.
34. ↑  Scheidender US-Präsident: Joe Biden will seinen Sohn Hunter weiter nicht begnadigen. In: Der Spiegel. 8. November 2024, ISSN 2195-1349 (spiegel.de [abgerufen am 3. Dezember 2024]).
35. ↑  Trotz gegenteiliger Beteuerung: Biden begnadigt seinen Sohn Hunter. Abgerufen am 3. Dezember 2024.
36. ↑  Biden begnadigt Sohn: Presse sieht "Makel für Vermächtnis". 2. Dezember 2024, abgerufen am 3. Dezember 2024.
37. 1 2  Daniel R. Alonso: How Trump's pardons could get even more bizarre. In: CNN. 24. Dezember 2020, abgerufen am 20. Januar 2021 (englisch).
38. ↑  “A presidential pardon is ordinarily a sign of forgiveness,” the office’s instructions say. “A pardon is not a sign of vindication and does not connote or establish innocence. For that reason, when considering the merits of a pardon petition, pardon officials take into account the petitioner’s acceptance of responsibility, remorse and atonement for the offense.”
How far can Trump go in issuing pardons? In: New York Times. 31. Mai 2018, abgerufen am 31. Mai 2018.
39. ↑  Supreme Court of the United States: United States v. George Wilson Januar 1833
40. ↑  Jubel und Empörung nach Begnadigung von Todeskandidaten. In: FAZ.net. 12. Januar 2003, abgerufen am 16. Dezember 2014.
41. ↑  Christiane Oelrich: Weiße werden in den USA deutlich öfter begnadigt. auf: www.t-online.de, 5. Dezember 2011.
42. ↑  Deutscher Dieter Riechmann darf Todeszelle verlassen. auf: www.augsburger-allgemeine.de, 14. Mai 2010.
43. ↑  Susan Donaldson James: Supporters Applaud Plan to Release Scott Sisters in Kidney Deal ABC News, 30. Dezember 2010
44. ↑  Morgan Phillips: GOP, Dems call for probe of hundreds of pardons issued by ex-Kentucky Gov. Bevin. In: Fox News. FOX News Network, LLC, 13. Dezember 2019, abgerufen am 14. Januar 2020 (englisch).